# Hutabalang
Hutabalang is een bestuurslaag in het regentschap Tapanuli Tengah van de provincie Noord-Sumatra, Indonesië. Hutabalang telt 7188 inwoners (volkstelling 2010).